# Leiterstrom
Als Leiterstrom wird ein durch einen elektrischen Leiter geführter elektrischer Strom bezeichnet, wenn er mit dem Transport frei beweglicher Elektronen und nicht mit einer stofflichen Veränderung verbunden ist. Er kann fließen, ohne dass es einer elektrischen Mindest-Spannung oder -Stromstärke bedarf.

Strom von einer Quelle zu einem Verbraucher mit mindestens zwei Leitern

Ein Verbraucher, dem elektrische Energie mittels eines Leiterstroms zugeführt werden soll, benötigt immer mindestens zwei solche Leiter, zwischen denen eine elektrische Spannung besteht. Man sieht diese als Hinleiter und Rückleiter eines Stromkreises an, in dem für jedem Augenblickswert der Stromstärke in nebenstehendem Bild die Aussage {\displaystyle i_{1}=i_{2}} gilt. Oder man sagt, dass in der Summe über alle Leiterströme zu keinem Zeitpunkt dem Verbraucher Strom zufließen kann, ausgedrückt durch {\displaystyle i_{1}+i_{3}=0}. Dabei unterscheiden sich {\displaystyle i_{2}} und {\displaystyle i_{3}} nur im Vorzeichen wegen der umgekehrten Pfeilrichtungen.
In manchen Schaltbildern fehlt der Rückleiter, wie nebenstehend im unteren Bildteil. Aber die gezeichneten Schaltzeichen für Masse besagen, dass diese Anschlüsse untereinander verbunden sind, beispielsweise über ein Gehäuse. Entsprechend gibt es für die Beleuchtung eines Fahrrades dann nur einen Leiterdraht, wenn die Rückleitung über die tragende Konstruktion und das Schutzblech möglich ist.

Strom von einer Quelle zu einem Verbraucher mit drei Außenleitern L1, L2, L3 und einem Neutralleiter N

Insbesondere in der elektrischen Energietechnik sind drei oder vier Stromleiter für Dreiphasenwechselstrom („Drehstrom“) verbreitet in Gebrauch. Hierbei wird unterschieden in Außenleiterstrom und Neutralleiterstrom, teilweise auch Mittelleiterstrom und Schutzleiterstrom. Bei einer Schaltung wie im Bild ist bei gleichmäßiger Belastung der drei Außenleiter {\displaystyle i_{1}+i_{2}+i_{3}=0}; dann kann der Neutralleiter fehlen.
Ein Leiterstrom darf nicht beliebig groß werden wegen des Leitungswiderstands und der damit entstehenden jouleschen Wärme, die abgeführt werden muss, um eine Überhitzung zu vermeiden. Dieses führt zu genormten Erfahrungswerten über die höchstzulässige Stromdichte in Leitungen bzw. den mindestens erforderlichen Leiterquerschnitt.